# Гладіатор (Львів)
ХК «Гладіатор» — український хокейний клуб з міста Львова. З 2000 по 2004 рік виступав у Чемпіонаті України з хокею.
Домашні ігри проводив на відкритій ковзанці Спортивно-розважального комплексу «Медик». 
Офіційні кольори клубу чорний, жовтий  та білий.

## Історія
Хокейний клуб «Гладіатор» був створений у 2000 році як правонаступник львівського хокейного клубу «Дністер», що існував у 1986-1991 роках.

## Участь у чемпіонаті України з хокею
- 2000/01 Чемпіонат України — 7-е місце
- 2001/02 Перша ліга — 7-е місце
- 2002/03 Перша ліга — 7-е місце
- 2003/04 Перша ліга — 5-е місце

## Керівництво
- Президент — Олександр Григорович Аранович
- Головний тренер — Веніамін Олександрович Мочніков
- Засновник, капітан команди — Олександр Ковріжин